# 4. documenta

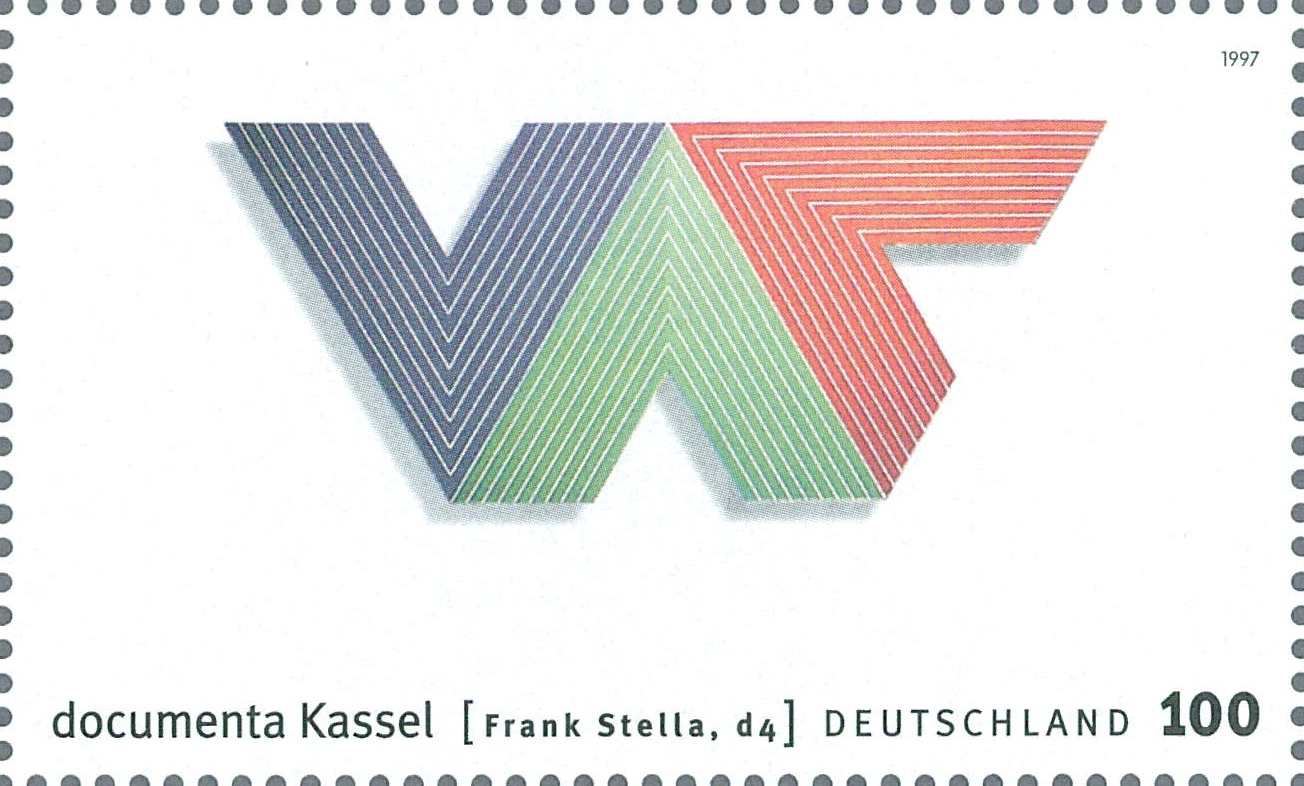
Grafik von Frank Stella zur 4. documenta (aus seiner Wedge Series V)

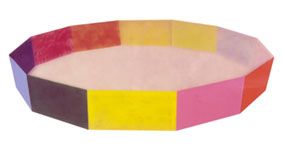
Werk von Ronald Davis, heute ausgestellt im MoMA

Die 4. documenta internationale Ausstellung fand vom 27. Juni bis 6. Oktober 1968 in Kassel statt, zum letzten Mal unter der Leitung von Arnold Bode. Schwerpunkt waren die Werke der Arrivierten der jüngsten Kunst-Avantgarde und weniger die geachteten Meister der mittleren und älteren Generation. Erstmals wurde die documenta als „wichtigste europäische Kunst-Ausstellung des Jahrzehnts“ wahrgenommen (Time-Magazine).

## Organisation
Die Organisationsform war gegenüber den vorhergehenden documenten grundlegend geändert worden. Ein 23-köpfiger documenta-Rat stimmte, nach Vorentscheid durch Arbeitsausschüsse, über die endgültige Teilnahme von Künstlern ab. Arnold Bode war Mitglied in allen Arbeitsausschüssen. Das Auswahlverfahren war erstmals weitgehend demokratisch strukturiert.
Im Aufbruchs- und Unruhe-Jahr 1968 blieb auch die IV. documenta nicht von den gesellschaftlichen Ereignissen und kontroversen Debatten verschont. Die Pressekonferenz der Eröffnungsveranstaltung wurde massiv gestört. An dieser Protest-Veranstaltung nahmen unter anderem Künstler wie Wolf Vostell und Jörg Immendorff teil, die Kunstrichtungen wie Fluxus, Happening, Aktionskunst und politisch-kritische Beiträge im Ausstellungskonzept vermissten.
Die gefällige Pop Art und Op-Art dominierten die IV. documenta. Diese, im damaligen Zeitgeschmack liegenden Stilrichtungen trugen stark zur Popularisierung der Ausstellung bei, was sich auch durch einen neuen Besucherrekord von 207.000 interessierten Menschen dokumentierte.
Die 4. documenta war die „jüngste“ der damaligen documenten, da fast nur Kunstwerke ausgewählt wurden, die in den letzten vier Jahren entstanden waren. Nur fünf ausstellende Künstler waren bereits verstorben, darunter Yves Klein, Morris Louis und Josef Albers. Gleichzeitig ging diese documenta als documenta americana in die Geschichte ein, da die US-Amerikaner mit 57 teilnehmenden Künstlerinnen und Künstlern vor Deutschland das größte nationale Kontingent stellten.
Bazon Brock organisierte zum ersten Mal seine Besucherschule, die die Interessierten an Kunstbetrachtung und Kunstrezeption heranführen sollte. Die Besucherschule wurde noch zwei weitere Male auf der documenta 5 und der documenta 6 offiziell veranstaltet.

### Finanzierung
Insgesamt wurde das Budget mit 2 Millionen Deutsche Mark festgelegt, das Land Hessen und die Stadt Kassel zahlten davon erst 700.000 Mark, später zusätzliche 400.000 Mark. Dieses Budget schien jedoch bald als wenig realistisch gemessen an der Planung, so dass es zu Kürzungen des Programms kam. Ein Organisationsausschuss musste in die Entscheidungen des Documenta-Rats eingreifen. Zwei Ratsmitglieder, der Düsseldorfer Museumsdirektor Werner Schmalenbach und der Kasseler Maler Fritz Winter verließen daher aus Protest den Rat. Versicherungen und Transporte machten einen großen Posten der Ausgaben aus.
Erst durch eine Bildspende der Documenta-Künstler konnten Sockel und Scheinwerfer für die Skulpturen-Ausstellung im Parkgelände überhaupt finanziert werden. Einige Künstler suchten sich Mäzene, die in einigen Fällen auch die Kunstwerke später kauften.
Eine Architekturausstellung als Bestandteil der documenta wurde aus Kostengründen gestrichen.

### Ausstellungsorte
Wiederum fand die Ausstellung in den Räumen des Museum Fridericianums, der Ruine der Orangerie mit Freigelände (Karlswiese der Karlsaue) und in der Galerie an der Schönen Aussicht, der heutigen Neuen Galerie statt.

## Kunstwerke
Prägend für die IV. documenta waren die bunten Beiträge der Pop Art, vor allem der US-amerikanischen Künstler, die die Ausstellung dominierten. Andy Warhols populäre „Marilyn“, nach Marilyn Monroes Tod entstanden, prangte 10-teilig und unvergessen in der Ausstellung. Hier wurde gleichzeitig die Verehrung von Idolen als auch die Reproduzierbarkeit von Kunst thematisiert. Ein weiterer Vertreter der Pop Art war Allen Jones, der sein Triptychon Perfect Match präsentierte.
Weitere auf der IV. documenta vertretene Kunstrichtungen und Ausdrucksformen waren die Op-Art, die Kinetische Kunst, das Environment und der Minimalismus.

### 5600 Kubikmeter Paket
Christo war mit zwei Kunstwerken vertreten, einer Ladenfront mit leeren Schaufenstern sowie das 5600 Kubikmeter Paket – ein 85 Meter hohes zylindrisches, luftgefülltes Paket, finanziert wurde das Kunstwerk mit 300.000 Mark durch einen Mäzen aus den USA. Das Kunstwerk musste beim Kasseler Regierungspräsidenten als „stationäres Luftfahrzeug“ registriert werden und musste nach Behördenvorschrift bei Windstärke sechs oder starkem Gewitter unverzüglich niedergelegt werden.
Beim ersten und zweiten Versuch, das Kunstwerk zu errichten, wurde eine heliumgefüllte Polyethylen-Hülle aus den USA verwendet. Anschließend wurde eine dickwandigere Trevira-Hülle mit einem 70 m hohen Kran hochgezogen, erst im vierten Anlauf klappte das Aufrichten. Die Versuche haben so große Aufmerksamkeit erregt, dass vielfach behauptet wird, die Fehlversuche hätten den größten Anteil an der Popularität der „Riesenwurst“ bewirkt.

## Teilnehmende Künstler
Insgesamt nahmen 151 Künstler an der Ausstellung teil:
| A                        |                        |                            |                   |                      |  |  |
| Josef Albers             | Getulio Alviani        | Carl Andre                 | Horst Antes       | Richard Anuszkiewicz |  |  |
| Shūsaku Arakawa          | Arman                  | Richard Artschwager        |                   |                      |  |  |
| B                        |                        |                            |                   |                      |  |  |
| Jo Baer                  | Larry Bell             | Ben Berns                  | Joseph Beuys      | Ronald Bladen        |  |  |
| Peter Brüning            | Pol Bury               | Bazon Brock                |                   |                      |  |  |
| C                        |                        |                            |                   |                      |  |  |
| Antonio Calderara        | Sérgio de Camargo      | Anthony Caro               | Enrico Castellani | Jorge Castillo       |  |  |
| César (César Baldaccini) | Eduardo Chillida       | Christo und Jeanne-Claude  | Chryssa           | Emil Cimiotti        |  |  |
| Gianni Colombo           | Joseph Cornell         |                            |                   |                      |  |  |
| D                        |                        |                            |                   |                      |  |  |
| Ron Davis                | Ad Dekkers             | Hugo Demarco               | Burgoyne Diller   | Jim Dine             |  |  |
| Mark di Suvero           | Milan Dobeš            | Jean Dubuffet              |                   |                      |  |  |
| E                        |                        |                            |                   |                      |  |  |
| Pieter Engels            | John Ernest            |                            |                   |                      |  |  |
| F                        |                        |                            |                   |                      |  |  |
| Öyvind Fahlström         | Dan Flavin             | Lucio Fontana              | Günter Fruhtrunk  |                      |  |  |
| G                        |                        |                            |                   |                      |  |  |
| Rupprecht Geiger         | Klaus Geldmacher       | Karl Gerstner              | Domenico Gnoli    | Roland Goeschl       |  |  |
| Daan van Golden          | Gerhard von Graevenitz | Gotthard Graubner          |                   |                      |  |  |
| H                        |                        |                            |                   |                      |  |  |
| Raymond Hains            | Richard Hamilton       | Erich Hauser               | Erwin Heerich     | Al Held              |  |  |
| Edward Higgins           | Anthony Hill           | David Hockney              | John Hoyland      |                      |  |  |
| I                        |                        |                            |                   |                      |  |  |
| Robert Indiana           |                        |                            |                   |                      |  |  |
| J                        |                        |                            |                   |                      |  |  |
| Alain Jacquet            | Alfred Jensen          | Jasper Johns               | Allen Jones       | Donald Judd          |  |  |
| K                        |                        |                            |                   |                      |  |  |
| Menashe Kadishman        | Utz Kampmann           | Ellsworth Kelly            | Edward Kienholz   | Phillip King         |  |  |
| Ronald B. Kitaj          | Konrad Klapheck        | Yves Klein                 | Jiří Kolář        | Gyula Kosice         |  |  |
| Nicholas Krushenick      |                        |                            |                   |                      |  |  |
| L                        |                        |                            |                   |                      |  |  |
| Thomas Lenk              | Julio Le Parc          | Sol LeWitt                 | Roy Lichtenstein  | Richard Lindner      |  |  |
| Richard Paul Lohse       | Francesco Lo Savio     | Morris Louis               |                   |                      |  |  |
| M                        |                        |                            |                   |                      |  |  |
| Robert Malaval           | Jos Manders            | Piero Manzoni              | Enzo Mari         | Walter De Maria      |  |  |
| Francesco Mariotti       | Escobar Marisol        | Kenneth Martin             | Almir Mavignier   | Christian Megert     |  |  |
| François Morellet        | Robert Morris          | Bruno Munari               |                   |                      |  |  |
| N                        |                        |                            |                   |                      |  |  |
| Bruce Nauman             | Edgar Negret           | Louise Nevelson            | Barnett Newman    | Kenneth Noland       |  |  |
| Lev V. Nussberg          | Constant Nieuwenhuys   |                            |                   |                      |  |  |
| O                        |                        |                            |                   |                      |  |  |
| Claes Oldenburg          | Jules Olitski          |                            |                   |                      |  |  |
| P                        |                        |                            |                   |                      |  |  |
| Eduardo Paolozzi         | Walter Pichler         | Michelangelo Pistoletto    | Larry Poons       |                      |  |  |
| R                        |                        |                            |                   |                      |  |  |
| Markus Raetz             | Ramon                  | Robert Rauschenberg        | Roger Raveel      | Martial Raysse       |  |  |
| Josua Reichert           | Ad Reinhardt           | George Rickey              | Bridget Riley     | Larry Rivers         |  |  |
| James Rosenquist         | Dieter Roth            |                            |                   |                      |  |  |
| S                        |                        |                            |                   |                      |  |  |
| Lucas Samaras            | Michael Sandle         | Jan Schoonhoven            | George Segal      | Dan Van Severen      |  |  |
| David Smith              | Richard Smith          | Tony Smith                 | Robert Stanley    | Frank Stella         |  |  |
| Zdeněk Sýkora            |                        |                            |                   |                      |  |  |
| T                        |                        |                            |                   |                      |  |  |
| Shinkichi Tajiri         | Takis                  | Paul Talman                | Antoni Tàpies     | Hervé Télémaque      |  |  |
| Paul Thek                | Joe Tilson             | Jean Tinguely              | Ernest Trova      | William Tucker       |  |  |
| William Turnbull         | Michael Tyzack         |                            |                   |                      |  |  |
| U                        |                        |                            |                   |                      |  |  |
| Günther Uecker           | Per Olof Ultvedt       |                            |                   |                      |  |  |
| V                        |                        |                            |                   |                      |  |  |
| Victor Vasarely          | Carel Visser           | Jan Voss                   |                   |                      |  |  |
| W                        |                        |                            |                   |                      |  |  |
| Andy Warhol              | Tom Wesselmann         | Horace Clifford Westermann |                   |                      |  |  |

## Gegenveranstaltungen
Dieter Ruckhaberle veranstaltete während der dokumenta-zeit eine Alternativ-Ausstellung politisch engagierter Kunst. Wolf Vostell machte ein „Anti-Documenta-Hearing“. Dessen Unterstützer gossen bei einer Sitzung des Documenta-Rat Honig auf den Konferenztisch, während einige „aus Aggressivität im Geiste“ Ratsmitglieder und Teilnehmer auf die Wangen küssten.
Bazon Brock kündigte an, eine „Besucher-Schule“ aufzumachen, in der Interessierten „Aneignungstechniken und Rezeptionspraktiken nahegebracht“ wurden. Diese Veranstaltung wurde jedoch in das documenta-Konzept integriert.